# 치싱탄 해변

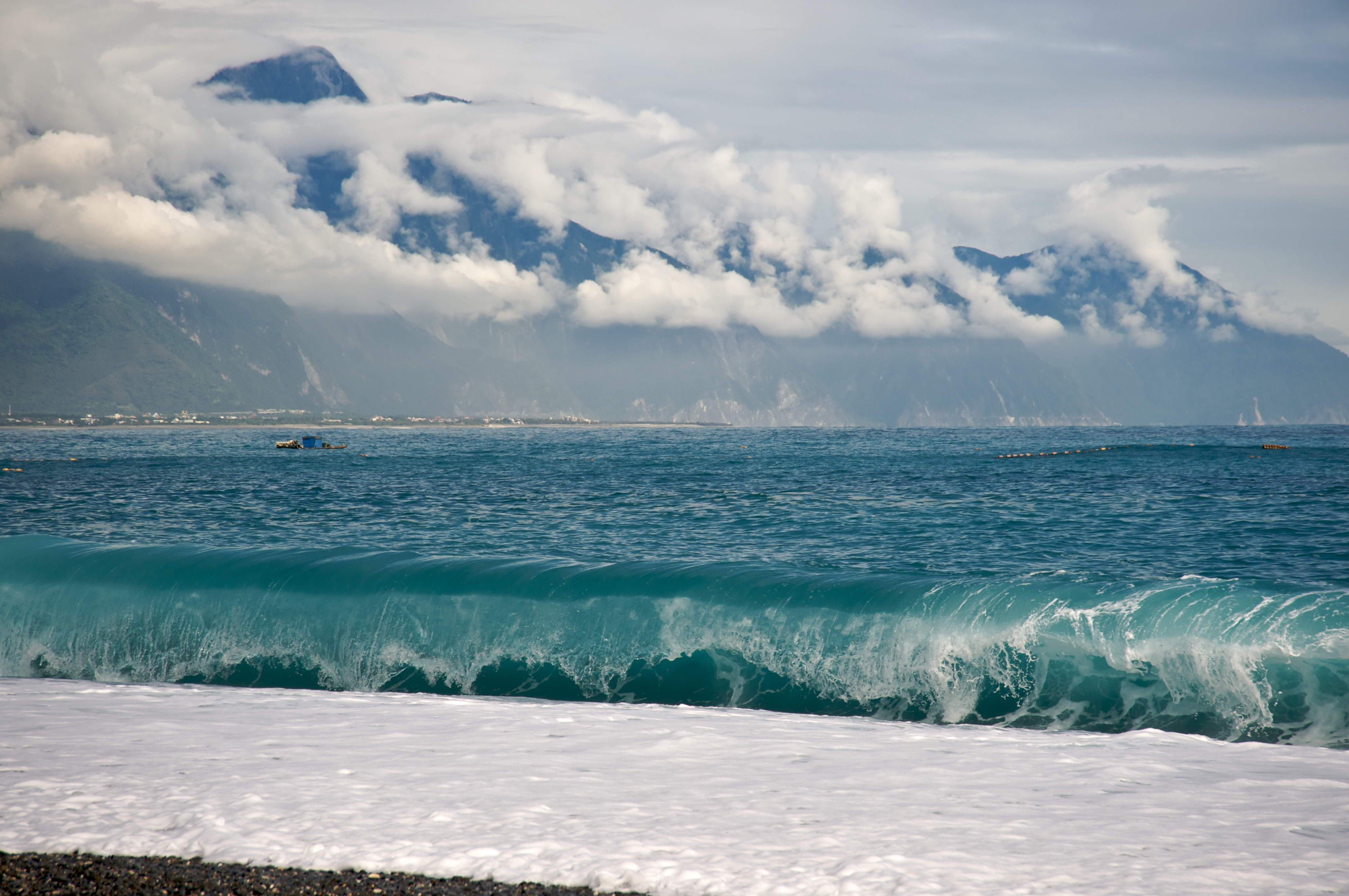
치싱탄 해변

치싱탄 해변(七星潭)은 타이완 화롄 현 신청 향과 화롄 시에 위치한 해변이다.